# Eupelmus iopas
Eupelmus iopas is een vliesvleugelig insect uit de familie Eupelmidae. De wetenschappelijke naam is voor het eerst geldig gepubliceerd in 1846 door Walker.